# Alophosoma pallidula
Alophosoma pallidula là một loài bướm đêm trong họ Noctuidae.